# Украина на «Евровидении-2010»
Украина на конкурсе песни «Евровидение» 2010 года, который прошёл в столице Норвегии, городе Осло.  Национальная общественная телерадиокомпания Украины провела национальный отбор, по итогам которого Украину на песенном конкурсе представила певица Alyosha с песней Sweet People.
Удачно пройдя полуфинал, песня в финале набрала 108 баллов, заняв 10-е место.

## Первый национальный отбор
29 декабря было объявлено имя исполнителя, который представит Украину на международном песенном конкурсе «Евровидение-2010». Им стал Василий Лазарович.
«Первый национальный, используя своё право определять представителя на песенный конкурс „Евровидение“ без проведения национального отбора, объявил исполнителя, который в мае 2010 года в Норвегии выступит от Украины», — отметили представители телеканала.
| Номер | Артист            | Песня                | Слова (сл.) / Музыка (муз.)                          |
| ----- | ----------------- | -------------------- | ---------------------------------------------------- |
| 1     | Василий Лазарович | Адреналін            | Дмитрий Климашенко (муз.), Ольга Ярынич (сл.)        |
| 2     | Василий Лазарович | I Know               | Никола Караджия (муз.), Брендон Стоун (сл.)          |
| 3     | Василий Лазарович | Shine Of Your Star   | Жига Пирнат (муз. & сл.), Брендон Стоун (муз. & сл.) |
| 4     | Василий Лазарович | Don’t Wanna Lose You | Клас Андреассон (муз. & сл.)                         |
| 5     | Василий Лазарович | I Love You           | Брендон Стоун (муз. & сл.), Ольга Ярынич (сл.)       |

Адреналін — это не новая песня Василия. Василий спел её на русском языке. Она выходила уже на демоальбоме украинского певца.
В первом национальном отборе выиграла песня I Love You. Песня на украинском и английском языке.

## Скандал
Украинские артисты обратились к президенту Виктору Януковичу через письмо, с просьбой заменить выбранного участника «Евровидения-2010» Василия Лазаровича. По словам артистов, отбор в этом году производился не на конкурсной основе, а «по блату».
Свои подписи под текстом письма оставили украинские деятели культуры и шоу-бизнеса: певица Таисия Повалий, продюсер Игорь Лихута, генеральный директор «Нового канала» Ирина Лысенко, главный продюсер этого телеканала Оксана Панасовская, композитор Константин Меладзе, певец Олег Карамазов, издатель Валид Арфуш, исполнительный продюсер группы телеканалов «Интер» Егор Бенкендорф, музыкальный продюсер телеканала «Enter» Юрий Молчанов, актриса Руслана Писанка, телевизионный продюсер Алексей Гончаренко. Как сказала Анна Герман, участник Евровидения будет переизбран.

## Второй национальный отбор
| №  | Артист              | Песня             | Язык песни             | слова (сл.) / музыка (муз.)                              | Очки | Место |
| -- | ------------------- | ----------------- | ---------------------- | -------------------------------------------------------- | ---- | ----- |
| 1  | Виталий Козловский  | I l@ve            | Английский             | В. Серов (муз.), Г. Круглик (сл.)                        |      | 11    |
| 2  | Василий Лазарович   | I Love You        | Украинский, Английский | Б. Стоун (муз. и сл.), Ольга Ярынич (сл.)                |      | 7     |
| 3  | SH & BB             | Не журись         | Украинский             | Д. Богуш (муз.), Е. Колесник (сл.)                       |      | 11    |
| 4  | Алексей Матиас      | Ангелы не умирают | Русский                | К. Меладзе (муз. и сл.)                                  |      | 3     |
| 5  | Группа Заклёпки     | Anybody Home?     | Английский             | К. Комар (муз.), С. Кабанец (сл.)                        |      | 8     |
| 6  | Иван Березовский    | Утро              | Русский                | М. Некрасов (муз.), О. Чёрный (сл.)                      |      | 10    |
| 7  | Stereo              | Не сходи с ума    | Русский                | С. Шуринс (муз. и сл.)                                   |      | 9     |
| 8  | Ирина Розенфельд    | Forever           | Английский             | Ирина Розенфельд (муз.), О. Манкин (сл.)                 |      | 6     |
| 9  | Shanis              | Лечу к тебе       | Русский                | М.Шайдурик (муз.), Т. Пискун (сл.)                       |      | 11    |
| 10 | Макс Барских        | Белый ворон       | Русский                | Макс Барских (музыка и слова)                            |      | 11    |
| 11 | Владислав Левитский | Давай, давай!     | Русский, Украинский    | В. Левитский (муз.), Т. Тополя (сл.)                     |      | 11    |
| 12 | Miya                | Вона              | Украинский             | Н. Савко (музыка и слова)                                |      | 11    |
| 13 | Dazzle Dreams       | Emotion Lady      | Английский, Украинский | D. Cyperdyuk (муз. и сл.)                                |      | 11    |
| 14 | Маша Собко          | Я тебя люблю      | Русский                | Р. Квинта (муз.), В. Куровский (сл.)                     |      | 2     |
| 15 | Злата Огневич       | Tiny Island       | Английский             | М. Некрасов (муз.), Ю. Матюшенко (сл.)                   |      | 5     |
| 16 | Mirra Gold          | Crazy Lady        | Английский             | М. Гольд (муз.), С. Ситник (сл.)                         |      | 11    |
| 17 | Наталья Валевская   | Europe            | Английский, Украинский | Р. Квинта (муз.), Н. Валевская (сл.), Л. Флинт (сл.)     |      | 4     |
| 18 | Юлия Войс           | Завяжи мне глаза  | Русский                | Юлия Войс (музыка и слова)                               |      | 11    |
| 19 | Ель Кравчук         | Fly To Heaven     | Английский             | Андрей Данилко (муз.), С. Горов (сл.), В. Дикенсон (сл.) |      | 10    |
| 20 | Alyosha             | To Be Free        | Английский             | Е. Кучер (муз.), Б. Чикалюк (сл.)                        |      | 1     |

Выбранный артист был объявлен 20 марта 2010 года в 23:00 по местному времени. Победительницей была названа Alyosha.

## Новый скандал
21 марта 2010 года разразился скандал, поводом к которому стала информация о том, что конкурсная песня Алёши является плагиатом. Песня To Be Free, согласно официальной легенде, была написана ещё в 1977 году в США и всё это время ждала своего исполнителя. Для Евровидения время написания песни не является значимым. Согласно правилам конкурса, важно лишь, чтобы песня не исполнялась публично за полгода до конкурса (то есть до 1 октября 2009 года). Однако уже с 12 апреля 2008 года песня доступна для скачивания на немецком Амазоне (под именем Alonya).
Кроме того, конкурсная песня певицы очень похожа на песню американской рок-певицы Линды Перри Knock Me Out, которая в 1996 году стала саундтреком фильма «Ворон 2: Город Ангелов».
22 марта 2010 года стало известно, что песня To Be Free не отвечает правилам Европейского вещательного союза. Песню сняли с конкурса. Последствием такого решения может быть дисквалификация Алёши или даже самой страны. Если Алёшу дисквалифицируют, на конкурс в Осло отправится Алексей Матиас с песней «Ангелы не умирают», занявший третье место на Национальном отборе. Это связано с тем, что с песней Маши Собко тоже есть определённые проблемы. Однако, дисквалификация Алёши не обязательна, нужно лишь подобрать для неё другую песню, удовлетворяющую правилам конкурса. Определиться с выбором необходимо до 26 марта 2010 года.
23 марта организаторы Евровидения оштрафовали первого национального канала за нарушения крайнего срока подачи заявки на Евровидение. Сумму пока не назвали. Как известно, 22 марта закончился срок подачи песен на Евровидение. Кроме того, организаторы будут штрафовать за каждый день после конечного срока.
23 марта бывший вице-президент НТКУ Роман Недзельский заявил, что за Алёшу проголосовало только 8 процентов телезрителей. Всё решило мнение жюри. По его словам за Лазаровича и Матиаса проголосовало 27,5 процентов телезрителей. Правда, на сайте первого национального канала не выставили результаты голосования и оценки жюри.
Ольга Яринич, пиар-директор Василья Лазаровича говорит: «Василию до сих пор не объявили результаты СМС-голосования. Не понимаю, почему их скрывают. Мы знаем, что Василий первый по зрительским СМС. Нам советуют судиться». Илья Кириченко, генеральный продюсер Алёши, утверждает, что никакой дисквалификаций просто быть не может. Alyosha выиграла конкурс честно.
24 марта Алёша отказалась от песни Киркорова White Night. Эта песня была ранее написана для Димы Билана. Идут слухи о том, что Алёша уже успела написать две песни для конкурса. Короткая песня и Sweet people. Также в числе вариантов песня I’m Strong — англоязычная версия песни Ты уйдёшь. Сегодня узнают все, с какой песней поедет певица на Евровидение.
25 марта 2010 на пресс-брифинге в Национальной телерадиокомпании Алеша представила новую композицию, с которой она поедет в Осло — «Sweet people»."Sweet People" — это песня-обращение к людям с призывом оберегать нашу планету. Среди других отличать песню будет то, что она имеет более эмоциональное и содержательное наполнение, чем обычные эстрадные баллады о любви. "Я убеждена, что тот факт, что песня создавалась в рекордно короткие сроки, никак не повлиял на её качество. Моя песня кардинально отличается по стилю от песен других стран-участниц «Евровидения-2010», — заявила Алёша.
Англоязычный текст песни «Sweet People» написан самой певицей, а к созданию музыки, кроме Елены Кучер (Alyosha), были причастны её продюсер Вадим Лисица и известный саунд-продюсер Борис Кукоба (последний работал на «Фабрике звезд 2», пишет песни известным украинским исполнителям, в частности Наталье Могилевской).
27 мая певица прошла в финал конкурса «Евровидение», став одной из десяти исполнителей, одержавших победу во втором полуфинале. В финале песенного конкурса, 29 мая 2010 года, Alyosha выступала семнадцатой. В финале заняла 10-е место, набрав 108 очков.
На Евровидение 2010 самое большое количество очков (10) Украине дали  Азербайджан и  Беларусь.